# Ебисфелде-Веферлинген
Ебисфелде-Веферлинген (њем. Oebisfelde-Weferlingen) град је у њемачкој савезној држави Саксонија-Анхалт. Једно је од 35 општинских средишта округа Берде. Према процјени из 2010. у граду је живјело 14.274 становника. Посједује регионалну шифру (AGS) 15083411.

## Географски и демографски подаци
Ебисфелде-Веферлинген се налази у савезној држави Саксонија-Анхалт у округу Берде. Град се налази на надморској висини од 62 - 210 метара. Површина општине износи 243,0 km². У самом граду је, према процјени из 2010. године, живјело 14.274 становника. Просјечна густина становништва износи 59 становника/km².